# Schashagen
Schashagen er en by og kommune i det nordlige Tyskland, beliggende i Amt Ostholstein-Mitte under Kreis Østholsten. Kreis Østholsten ligger i den østlige del af delstaten Slesvig-Holsten.

## Geografi
Schashagen er beliggende omkring 4 km nordøst for Neustadt in Holstein ved Østersøen. Mod vest løber motorvejen A1 fra Lübeck mod Femern, mod øst Bundesstraße 501 fra Neustadt mod Femern.
I kommunen ligger landsbyerne og bebyggelserne Albersdorf, Altenbek, Bentfeld, Beusloe, Bliesdorf, Brodau, Brodauer Mühle, Groß Schlamin, Hermannshof, Klein Schlamin, Krummbek, Logeberg, Moorkaten, Merkendorf, Marxdorf, Rampe, Sackhufe og Wohldmorgen.